# Dubryk
Dubryk – część wsi Górne Maliki w Polsce, położona w województwie pomorskim, w powiecie kościerskim, w gminie Stara Kiszewa, w pobliżu jeziora Czyżon. 
W latach 1975–1998 Dubryk administracyjnie należał do województwa gdańskiego.
U schyłku XX wieku nazwa Dubryk powoli zanikała, obecnie włączony do wsi Górne Maliki. 